# Людвік Вельтце
Людвік Еразм Вельтце (пол. Ludwik Erazm Veltzé; 1871, Львів — після 1939) — львівський архітектор.

## Життєпис
Людвік Вельтце народився 1871 року у Львові. Закінчив гімназію. У 1887 році вступив на відділення сницарства Державної промислової школи у Львові. Закінчив перший курс та був переведений на другий курс, але у навчальних звітах Державної промислової школи у Львові за 1888/1889 навчальний рік його ім'я відсутнє. Де навчався далі, не відомо.
Початок діяльності Людвіка Вельтце як архітектора, ймовірно, належить до кінця XIX століття, хоча найранішня відома дослідникам будівля за його проєктом — будівля колишньої приватної школи Яна Нємца, споруджена у 1904 році при вул. Пелчинській, 28 (нині — вул. Вітовського, 36). Усі будинки за його проєктами у Львові виконані в дусі романтичної сецесії. Серед них найяскравішою є вілла на вулиці Елізи Ожешко, 11, що привертає увагу декоративним поєднанням у стінах обробленого каменю, тиньку та червоної цегли, а також червоним дахом із наріжною вежею.
На початку 1930-х років був членом та заступником секретаря Професійної спілки архітекторів і будівничих у Львові із зовнішніх зв'язків. 5 жовтня 1931 року як член цієї Спілки брав участь у благочинній пожертві коштів на спорудження Дому фундації вдів та сиріт.
Мешкав у Львові в будинку на вул. 29 Листопада, 54 (нині — вул. Коновальця). За цією ж адресою було розташоване й архітектурне бюро Вельтце.
Дата та місце смерті архітектора невідомі.

## Реалізовані проєкти
- будівля колишньої приватної школи Яна Нємца (1904) на нинішній вул. Вітовського, 36[5].
- вілла історика Зигмунта Радзимінського[6] на нинішній вул. Елізи Ожешко, 11 (1906—1907)[5].
- прибутковий будинок у стилі сецесії на нинішній вул. Зарицьких, 8 (1907)[5].
- вілла правника Юліуша Макаревича[6] (1909) у стилі романтичної сецесії на нинішній вул. Драгоманова, 58[5].
- житловий будинок (1910) на сучасному проспекті Шевченка, 15[7].
- реконструкція приміщень першого поверху кам'яниці на нинішній вул. Івана Федорова, 8 під філію цісарсько-королівської пошти (1910)[8].
- дерев'яний костел (нині — церква Покрова Пресвятої Богородиці) на нинішній вул. Володимира Великого, 24 у смт Рудне (1935)[9].

## Галерея

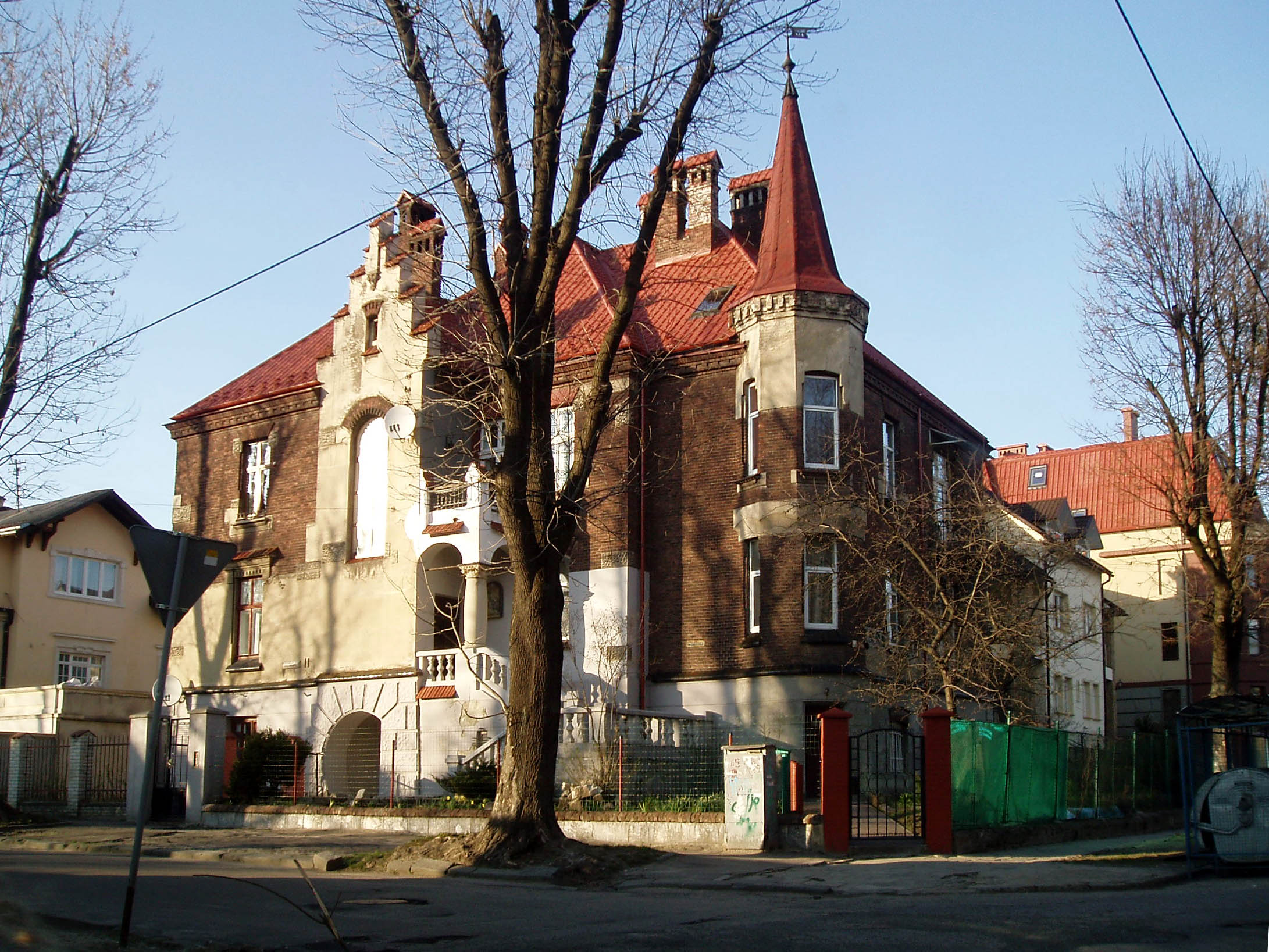
Вілла Зигмунта Радзимінського (вул. Елізи Ожешко, 11)
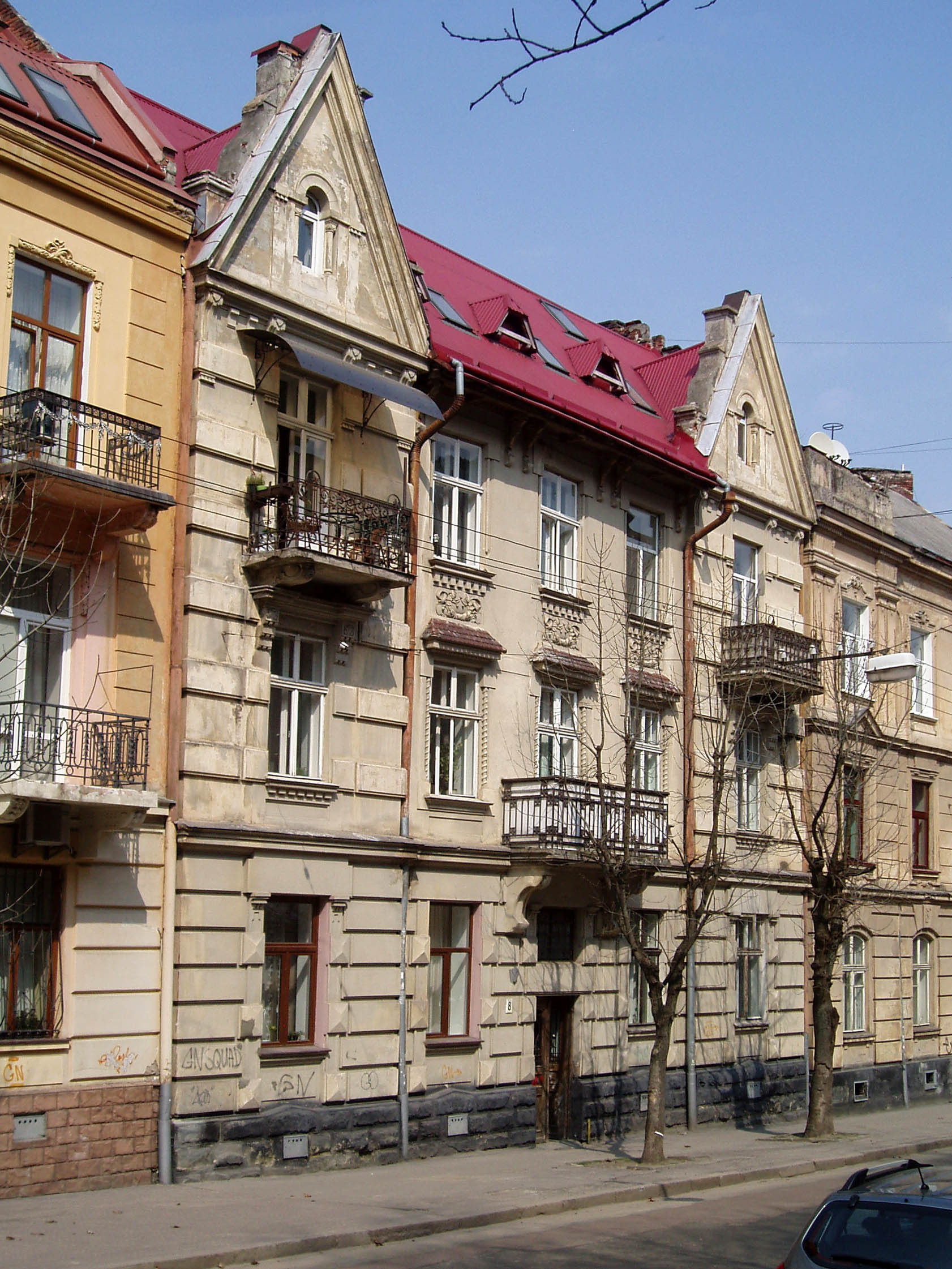
Прибутковий будинок (вул. Зарицьких, 8)
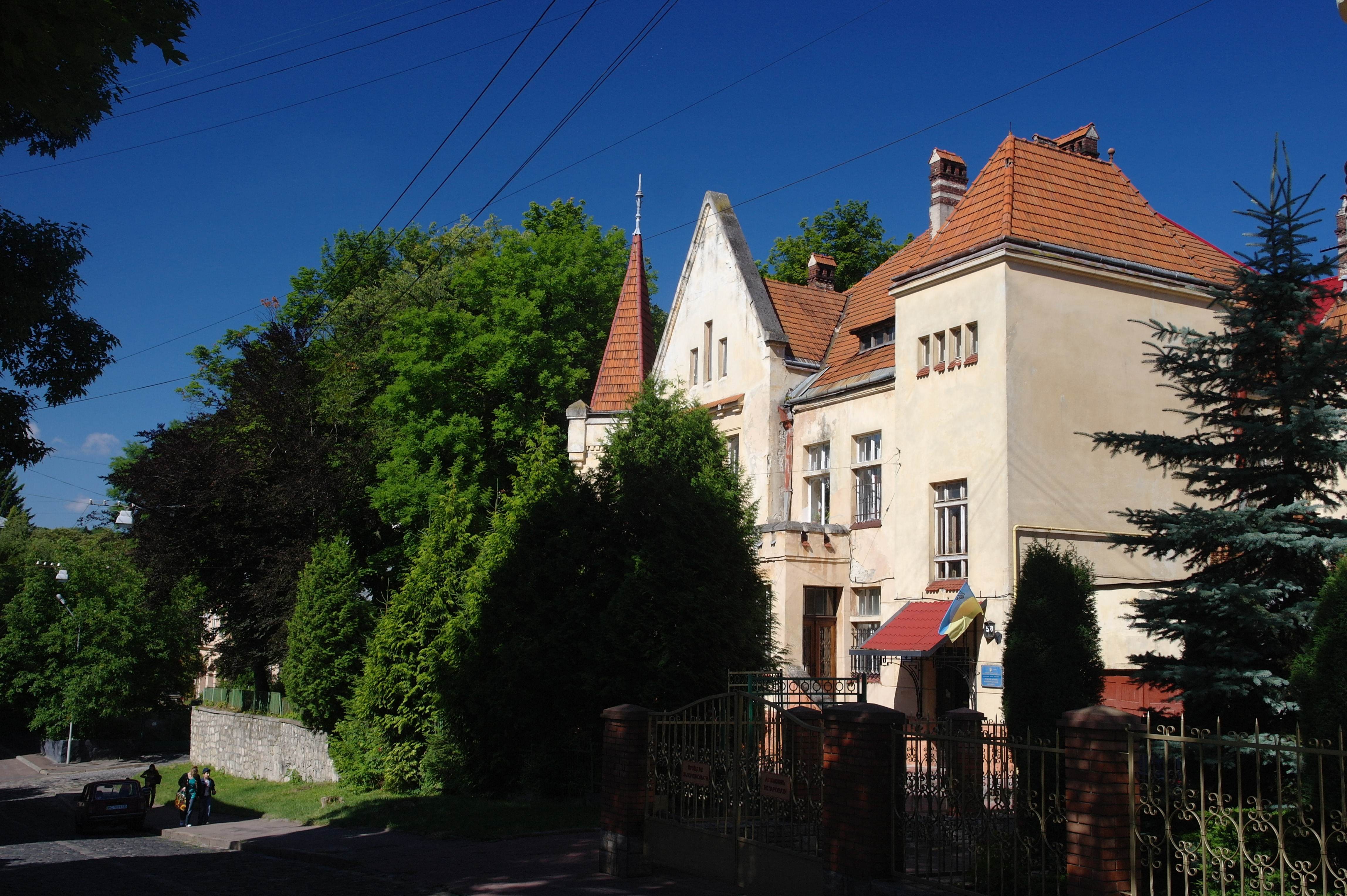
Вілла Юліуша Макаревича (вул. Драгоманова, 58)
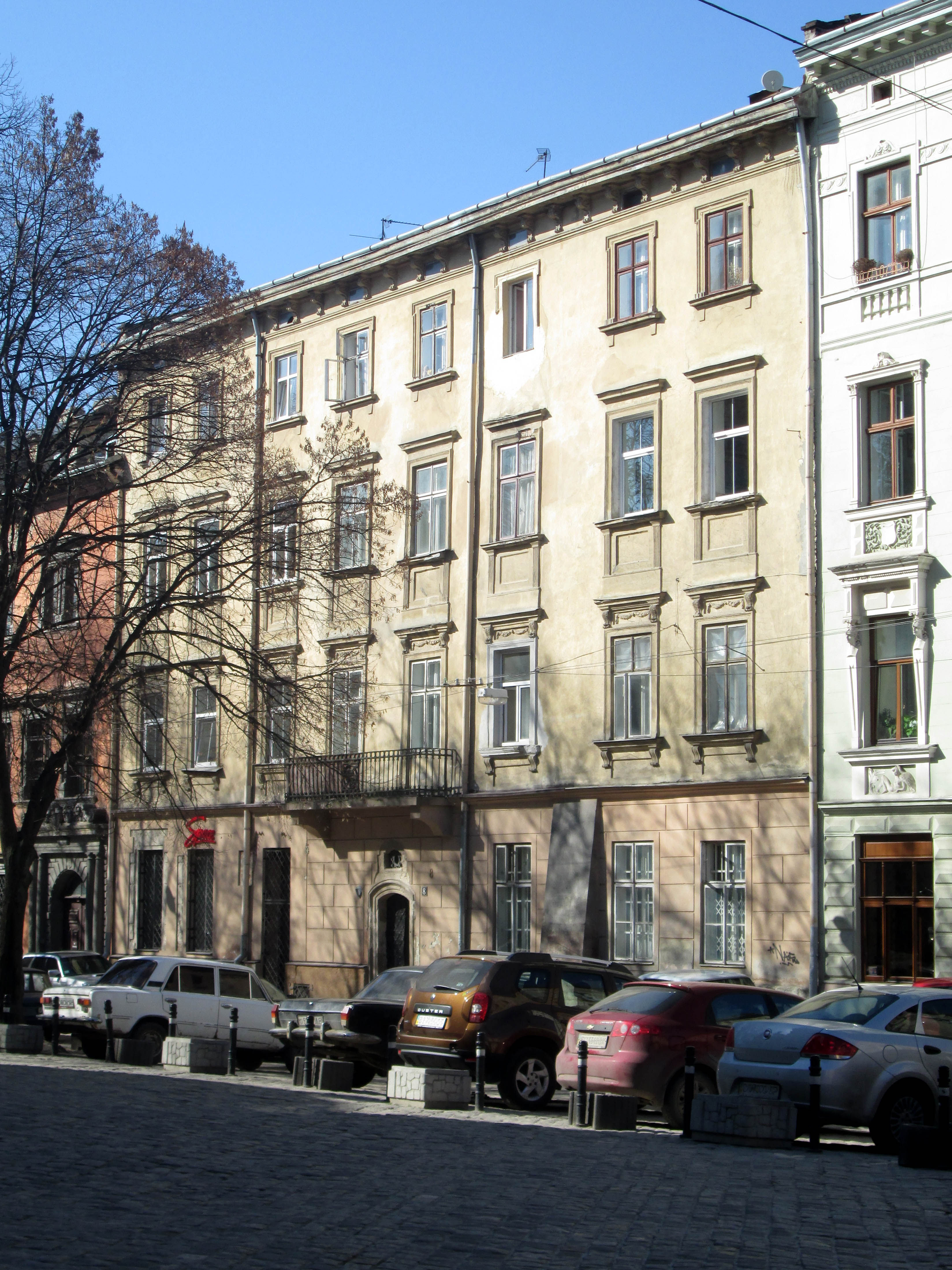
Кам'яниця (вул. Івана Федорова, 8)
Церква Покрова Пресвятої Богородиці (смт. Рудне, вул. Володимира Великого, 24)